# Neutralitat de gènere

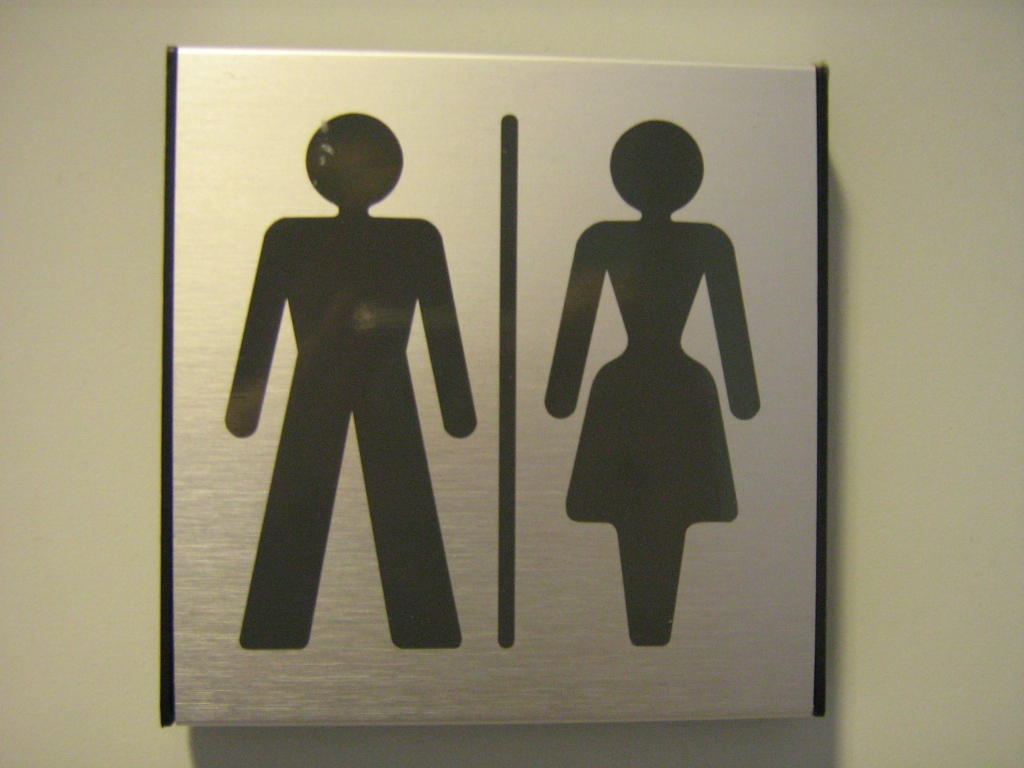
Senyalització de bany neutral quant al gènere

La neutralitat de gènere és la idea que les polítiques institucionals, el llenguatge i les altres estructures socials han d'evitar distingir rols segons el gènere de les persones, a fi d'evitar la discriminació derivada de la impressió que existeixen rols socials pels quals un gènere és més adequat que un altre.

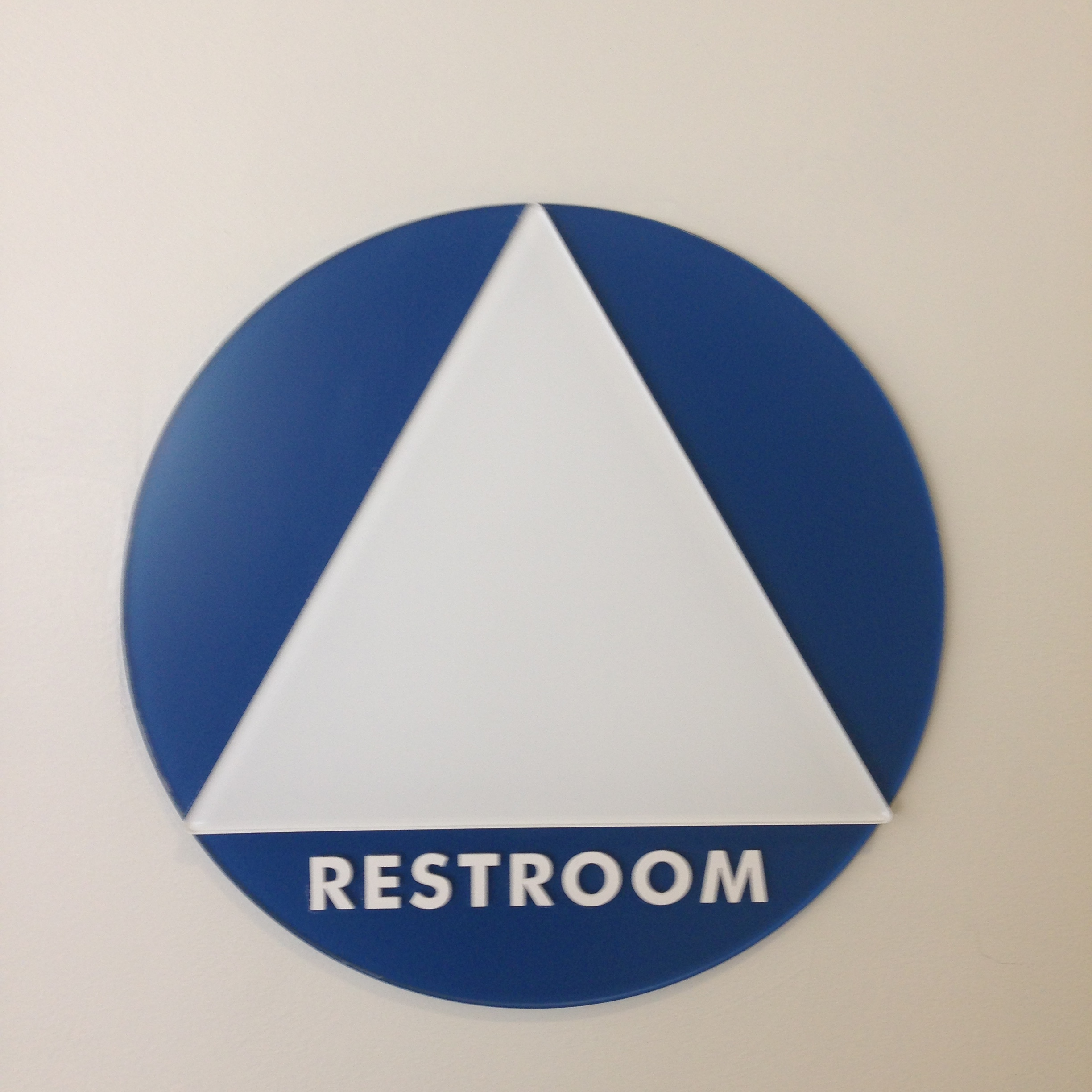
Senyalització de bany neutral quant al gènere

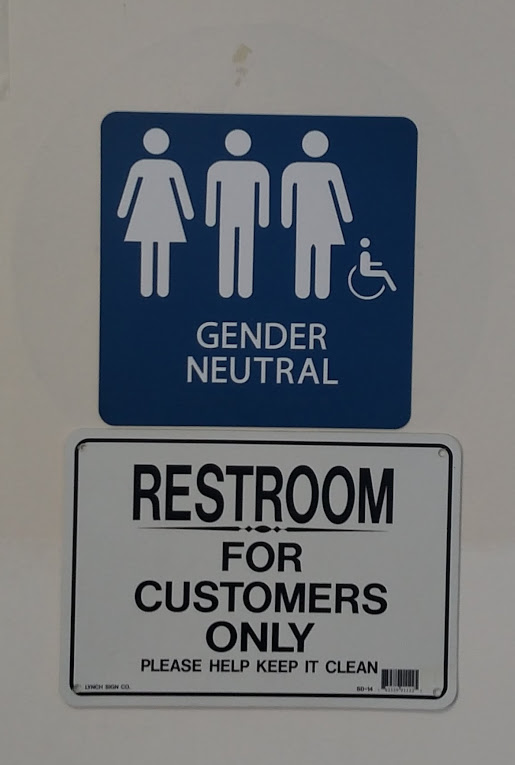
Senyalització de bany neutral quant al gènere

## Impacte
Els defensors de la neutralitat de gènere poden donar suport a les polítiques públiques dissenyades per a eliminar les distincions de gènere, com els banys públics amb neutralitat de gènere.
S'ha observat que la neutralitat de gènere en la Llei de divorci fa més probable que als homes se'ls atorgui la custòdia dels seus fills.
La definició legal de gènere ha estat un tema controvertit particularment per a les persones transgènere. En alguns països, per poder definir-se legalment amb un nou sexe, les persones han de sotmetre's primer a l'esterilització.
L'estat de Califòrnia es va unir al d'Oregon en l'esforç per a reconèixer la neutralitat de gènere. El 15 d'octubre de 2017, el governador de Califòrnia, Jerry Brown, va signar una nova llei que permetia a les persones l'opció de seleccionar un gènere neutral en les targetes d'identificació estatal.

### Zones grises en gènere
Un tema relacionat amb la neutralitat de gènere són les zones grises que existeixen en el gènere. Intentar definir legalment els límits del gènere ha demostrat ser un problema difícil amb l'existència de persones que s'identifiquen o que són identificades pels altres com intersexuals, tercer gènere, transgènere i, en general, de gènere no-binari.

### Ceguesa de gènere
La ceguesa de gènere és la pràctica de no distingir a les persones per gènere. Encara que la ceguesa de gènere dibuixa la idea d'igualtat de gènere, no contribueix a les idees de neutralitat de gènere.

### Relació amb el feminisme i el masculinisme
La neutralitat de gènere emfatitza el tracte igualitari d'homes, dones i persones de qualsevol altre gènere, legalment i sense discriminació. Aquest objectiu es comparteix en principi amb feministes i masculinistes. No obstant això, en la neutralitat de gènere, l'èmfasi està en transcendir la perspectiva del gènere per complet en lloc de centrar-se en els drets de gèneres específics.

### Relació amb el transhumanisme
Els defensors del postgenerisme argumenten que la presència de rols de gènere, d'estratificació social i de diferència dels sexes són, en general, en detriment dels individus i la societat. Atès el potencial radical de les opcions avançades de reproducció assistida, el postgenerisme creu que el sexe amb finalitats reproductives es tornarà obsolet i que tots els humans postgènere tindran la capacitat, si així ho desitgen, de portar un embaràs a terme i engendrar un fill.

## Àmbits

### Màrqueting
El màrqueting sovint se centra en apuntar dades demogràfiques específiques i crear productes centrats en gèneres específics. Les opinions públiques sobre el màrqueting de gènere específic han cridat l'atenció dels mitjans de comunicació en els últims anys. Com a exemple, la protesta contra un bolígraf Bic «Bic for her» dirigit a les dones mitjançant la publicació de milers de crítiques falses del bolígraf burlant-se de la seva publicitat específica per a dones.

#### Joguines infantils
En la comercialització de joguines per a infants, la comercialització específica de gènere és molt freqüent. Segons un estudi realitzat el 2012, «els infants aprenen sobre les joguines que es consideren apropiades per al seu gènere a través dels mitjans de comunicació, que serveixen com una font important de socialització de gènere».
Les paletes de colors i els tipus de joguines són característiques de gènere de les joguines comercialitzades per a nens o nenes. Els resultats de l'estudi esmentat anteriorment, van mostrar que «les joguines de color pastel eren molt més propenses a ser comercialitzades com a joguines per "només nenes", mentre que les joguines de colors cridaners eren molt més propenses a ser comercialitzades com a joguines per a "nens solament"». Les joguines d'acció, com els automòbils, les armes i les joguines de construcció, es comercialitzen cap als nens, mentre que les joguines que tenen a veure amb la bellesa i el treball domèstic es comercialitzen cap a les nenes.
Un estudi addicional realitzat el 2014, amb dos tipus diferents d'experiments, es va centrar en l'etiquetatge de joguines, «per a nenes» i «per a nens», combinats amb colors explícits, rosa i blau, i estereotips de gènere en nens. En l'estudi, es van presentar articles nous als nens, es van pintar de diferents colors i es van etiquetar de manera diferent. Un trencanous va ser presentat als nens com a blau i etiquetat «per a nens» en una ocasió, però per a altres nens era rosa i etiquetat «per a nenes». Els resultats dels estudis van trobar que l'etiquetatge va afectar profundament el gust dels nens cap a les joguines, i va mostrar que les nenes estan més afectades que els nens en termes d'etiquetatge. El color rosa semblava donar a les nenes permís per explorar joguines masculines. Això indica que el rosa pot significar que està permès que les nenes mostrin interès en les joguines i activitats.
Els nens «mostren menys participació amb les joguines associades estereotípicament amb el sexe oposat, i rebutgen tals joguines més que les que estan associades estereotípicament amb el seu propi sexe o les neutrals».
Les joguines són un mitjà perquè els infants es formin estereotips de gènere. Algunes joguines, com els animals de peluix, han demostrat ser de gènere neutre i generalment es comercialitzen tant per a nens com per a nenes.
Els pares també tenen un paper important en la construcció de la socialització de gènere dels seus fills, ja que ells són els qui compren les joguines per als seus fills. La popularitat de fer que la publicitat de joguines sigui neutral quant al gènere ha augmentat amb anuncis que mostren nens jugant amb nines (un tipus de joguina que es comercialitzava només per a nenes en el passat).

#### Moda
En la comercialització de les línies de moda, alguns dissenyadors estan començant a dissenyar peces de vestir unisex i a no etiquetar la seva roba com a «masculina» o «femenina». En la societat actual, la neutralitat de gènere és cada vegada més acceptada. «Tant els homes com les dones ara tenen "permès" usar certes peces de vestir que alguna vegada es van considerar inadequades per al seu gènere». Les dones tenen més llibertat perquè les dones amb roba més masculina són acceptades, però els homes amb roba femenina, com els vestits, són rebutjats. La majoria de la roba de gènere neutral s'assembla a la roba masculina típica. Tanmateix, moltes peces de roba esportiva ara inclouen la neutralitat de gènere per a promoure la igualtat de gènere per a homes i dones.

### Educació
Hi ha hagut algun avenç en la incorporació de la neutralitat de gènere dins de les aules. Els intents de fomentar aquesta mentalitat a les escoles són encapçalats per institucions com Nicolaigarden i Egalia, dos centres preescolars a Suècia. Els seus esforços per reemplaçar els termes «nena» i «nen» per termes neutrals de gènere atorga a l'alumnat la capacitat de desafiar o creuar els límits de gènere. No obstant això, existeixen prejudicis implícits dins del professorat i el personal de les escoles que en última instància eviten la fluïdesa de gènere a l'aula. En un estudi realitzat el 2016, que va comptabilitzar les iniciatives dels docents alhora de facilitar activitats de gènere marcat o neutrals al gènere durant el joc lliure, es va concloure que els docents van facilitar les activitats masculines més sovint que les femenines. L'estudi suggereix que, «Informar als docents sobre aquesta tendència pot incitar-los a reflexionar sobre les seves pròpies pràctiques d'ensenyament i servir com un catalitzador per a la promoció de pràctiques que creïn entorns d'aula en els quals tothom rebi suport per comprometre's amb un varietat d'activitats a l'aula». Altres suggeriments i activitats per ampliar la mentalitat de la neutralitat de gènere a les escoles són:
- Permetre l'assistència al ball de graduació sense gènere per acomodar a participants del mateix gènere i transgènere
- Senyalitzar banys i habitatges al campus neutrals al gènere[20]
- Promoure organitzacions estudiantils fraternals de gènere neutral i mixtes
- No separar joguines en àrees específiques de gènere
- No tenir esports específics de gènere a les classes d'educació física[21]

#### Codi de vestimenta
L'abolició de certs codis de vestimenta s'ha esdevingut en les institucions depenent de les limitacions imposades a l'alumnat i la seva comoditat en tal abillament. Per a l'alumnat transgènere, els codis de vestimenta estrictes poden complicar el seu camí cap a l'expressió de la seva identitat de gènere. Els codis de vestimenta poden causar-los problemes en forma de baix rendiment acadèmic, taxes d'abandonament més altes i una major acció disciplinària. A 150 escoles primàries del Regne Unit, el 2017 es van introduir uniformes de gènere neutre i l'alumnat es va sentir més còmode pel que fa a la seva identitat.

#### Universitat
El 2005, la Universitat de Califòrnia, a Riverside, es va convertir en el primer campus universitari públic als Estats Units a oferir una opció d'habitatge neutral quant al gènere. Un article del Washington Post de febrer de 2014 va assenyalar que gairebé 150 escoles estatunidenques tenien programes d'habitatge neutrals al gènere. Altres institucions, com la Universitat del Sud de Califòrnia i la Universitat de Princeton, reconeixen alguns dels conflictes que sorgeixen en les opcions d'habitatge com a membres de la comunitat LGBTQ i també han desenvolupat habitatges separats per donar cabuda a aquests estudiants.

### Criança dels infants
Les estratègies de control parental es poden definir com qualsevol estratègia que els pares usin per alterar, canviar o influir en el comportament, els pensaments i els sentiments dels seus fills: «la base de la criança neutral quant al gènere, no projecta un gènere en un infant. Permet als pares i als fills separar-se del gènere binari». La criança neutral de gènere permet als infants estar exposats a una varietat de tipus de gènere perquè puguin explorar el seu gènere sense restriccions de la societat pel que fa a l'expressió de gènere. Les estratègies de suport a l'autonomia brinden a l'infant una quantitat adequada de control i d'opcions, en reconeixen les perspectives i les raons significatives quan l'elecció és limitada. Això pot ser permetre'ls jugar amb joguines no estereotípiques per al seu gènere, permetent-los triar la seva pròpia roba, permetent-los ser més «femenins» o «masculins», i permetent que els infants qüestionin el seu gènere.
En el llibre de sociologia Sex Differences In Social Behavior: A Social Role Interpretation, Alice Eagly planteja que s'han proposat diferències sexuals basades en factors biològics i la socialització de la primera infància, fet que permet que els infants s'expressin sense sentir la pressió de ser extremadament masculins o femenins.

### Literatura infantil
La neutralitat de gènere en la literatura infantil es refereix a la idea que els editors, escriptors i il·lustradors han d'evitar el màrqueting cap als infants a través del gènere, i han de centrar-se en expandir el contingut en lloc de reforçar els rols socials i de gènere. Els rols de gènere i els estereotips impregnen la nostra cultura i s'estableixen a través d'una varietat de mitjans, com la cultura visual i les interaccions diàries amb la família i els companys. Els temes de neutralitat de gènere i performativitat de gènere s'han discutit en un sentit més ampli entre pensadores com Judith Butler a Undoing Gender i El gènere en disputa, i en relació amb altres aspectes de la societat, com en el cas de David Reimer. En relació amb el màrqueting infantil, la neutralitat de gènere és un moviment creixent entre famílies i editors, car els llibres que els infants llegeixen tenen usos tant psicològics com a socials durant un temps en què constantment construeixen idees a partir de la informació que els envolta i assimilen nous coneixements amb coneixements previs.

## Crítica
Igual que amb enfocaments similars per a tractar el racisme, no reconèixer ni tenir en compte el gènere pot ser perjudicial. Els estudis indiquen un ampli suport perquè les opcions de servei per a un sol sexe romanguin disponibles. De 1000 dones enquestades pel Centre de Recursos per a Dones, el 97 % va declarar que les dones haurien de tenir l'opció d'accedir a serveis sol per a dones si fossin víctimes d'agressió sexual. El 57% va indicar que triarien un gimnàs sol per a dones en lloc d'un gimnàs mixt. Els serveis per a un sol sexe poden tenir un benefici en proporcionar major comoditat i involucrar als participants que d'una altra manera no s'involucrarien. L'eliminació de tots els banys separats per sexe podria perdre la sensació de tenir un espai de bany segur per a algunes persones en reemplaçar-los amb banys per a tots els gèneres i identitats.
Les lleis de gènere neutral han tingut conseqüències no desitjades. La Llei d'Absència Familiar i Mèdica (FMLA) de 1993 atorga a certs empleats un permís de treball no remunerat de 12 setmanes sense risc de pèrdua d'ocupació i s'aplica a tots els gèneres. Com l'FMLA segueix essent neutral quant al gènere, no reconeix la càrrega de les dones durant l'embaràs que els homes no experimenten. Les dones amb infants al lloc de treball no reben tanta atenció o recursos com seria necessari per als problemes específics de les dones, personals i a la llar, la qual cosa reforça la disparitat de gènere malgrat la necessitat de la llei de ser neutral quant al gènere.